# Guatteria guentheriana
Guatteria guentheriana este o specie de plante angiosperme din genul Guatteria, familia Annonaceae, descrisă de Friedrich Ludwig Diels. Conform Catalogue of Life specia Guatteria guentheriana nu are subspecii cunoscute.